# Morten Mandt
Morten Mandt, né en 1973, est un joueur de squash représentant la Norvège. Il est champion de Norvège en 2004,. 

## Palmarès

### Titres
- Championnats de Norvège: 2004

### Finales
- Championnats de Norvège: 2 finales (2002, 2003)